# Дальневосточные игры 1930
IX Дальневосточные игры — соревнование сборных команд некоторых стран Азии. Были проведены в мае 1930 года в Токио, Япония.
Игры должны были состояться в 1929 года, однако Япония решила отложить событие до 1930 года. После этого Дальневосточная атлетическая ассоциация решила изменить график проведения Игр с двухлетнего на четырёхлетний, и X Игры состоялись в 1934 году.

## Участники
В соревнованиях приняли участие 4 страны:
- Британская Индия
- Китайская республика
- Филиппины
- Японская империя (организатор)

## Виды спорта и чемпионы
| Вид спорта               | Чемпионы  |
| ------------------------ | --------- |
| Бейсбол                  | Япония    |
| Баскетбол                | Филиппины |
| Лёгкая атлетика          | Япония    |
| Волейбол                 | ?         |
| Плавание                 | ?         |
| Теннис, одиночный разряд | ?         |
| Теннис, парный разряд    | ?         |
| Футбол                   | Китай     |